# Henry Dunster
Henry Dunster (Bolholt, 26 de novembro de 1609 (batizado) – Scituate, Massachusetts, 27 de fevereiro de 1659) foi um clérigo puritano Anglo-Americano e o primeiro presidente da Universidade de Harvard.

## A vida

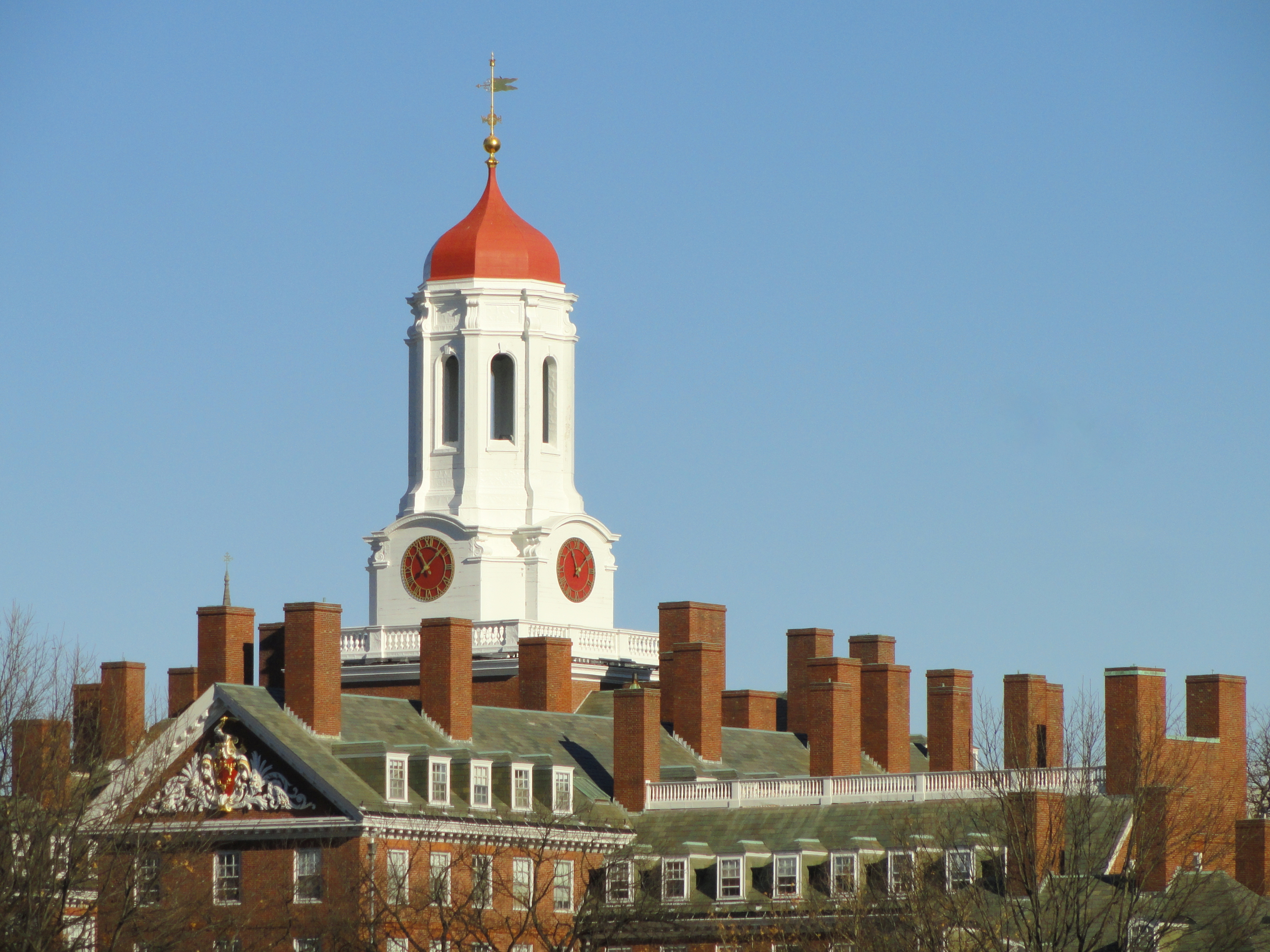
Dunster Casa, construída na universidade de Harvard, em 1930, e nomeado para a Dunster

Ele nasceu em Bolholt, Bury, Lancashire, Inglaterra, filho de Henry Dunster (1580-1646) e sua primeira esposa, que não foi nomeada.
Dunster estudou no Magdalene College, Cambridge, especializada em línguas orientais e ganhando uma reputação como um estudioso do hebraico. Ganhou um diploma de bacharel (1630) e seus grau de mestre (1634). Serviu como Diretor da Escola de Gramática de Bury e foi um clérigo na Igreja de Santa Maria em Bury.
Patrocinado pelo Rev. Richard Mather, Dunster emigrou para Boston, Massachusetts, em 1640. Quando Nathaniel Eaton foi demitido em 1639 como mestre da recém-criada Universidade de Harvard, em Cambridge, Massachusetts, Dunster foi nomeado como seu sucessor. Em 27 de agosto de 1640, Dunster se tornou o primeiro presidente de Harvard. Ele modelou o sistema educacional de Harvard de acordo com escolas tradicionais da Inglaterra, como Eton College e da Universidade de Cambridge. Ele criou, assim como ensinou todo o currículo Harvard sozinho por muitos anos, e formou a primeira turma do colégio, a Classe de 1642. A partir de 1649-1650, Dunster também serviu como pastor interino na Primeira Paróquia em Cambridge, até a adesão de Jonathan Mitchel. Os historiadores têm, geralmente, bom tratamento para com Dunster em termos de suas crenças teológicas e habilidades de ensino. Dunster conseguiu manter Harvard financeiramente durante uma difícil crise econômica na Nova Inglaterra, que começou logo depois de sua chegada. Mais tarde, ele teve algum conflito com o tesoureiro da faculdade, Thomas Danforth, que o chamou de o "tesoureiro de fato". Dunster estabeleceu o regimento da Universidade de Harvard e o seu conselho.
Quando Dunster abandonou a visão puritana sobre o batismo infantil, em favor do batismo do crente em 1653/54, ele provocou uma controvérsia que destacou duas abordagens distintas para lidar com o dissenso na Colônia da Baía de Massachusetts. Os líderes da colônia Puritana, cuja própria religião nasceu da dissidência do corpo principal da Igreja da Inglaterra, geralmente trabalharam para a reconciliação com os membros que questionaram questões da teologia Puritana, mas responderam muito mais duramente a verdadeira rejeição do Puritanismo. O conflito de Dunster com os magistrados da colônia começou quando ele negou em ter o seu filho batizado, crendo que apenas os adultos devem ser batizados. Sinceros esforços para restaurar Dunster na ortodoxia puritana falham, e sua heterodoxia provou-se insustentável para o grupo de líderes que havia confiado em seu trabalho como presidente de Harvard, para defender a colônia de missão religiosa. Assim, ele representava uma ameaça para a estabilidade da sociedade. Dunster exilou-se em 1654/55 e mudou-se para a vizinha Colônia Plymouth para se tornar o pastor da Primeira Igreja em Scituate, Massachusetts. Morreu no dia 27 de fevereiro de 1659.

## Família e legado
Dunster casou-se duas vezes. Sua primeira esposa foi Elizabeth (Harris) Glover, a viúva de Joseph Glover. Eles se casaram em 21 de junho de 1641. Ela faleceu em 1643, deixando Dunster com a terra e a propriedade, incluindo a primeira impressão na colônia, e deixando-o da responsabilidade compartilhada para a sua propriedade e seus cinco filhos de seu primeiro casamento. Dunster se casou com Elizabeth Atkinson (1627-1690) em 1644. Juntos, eles tiveram cinco filhos.